# Северный пролив (Восточно-Сибирское море)
Се́верный проли́в — пролив в Восточно-Сибирском море, отделяющий острова Пушкарёва на севере и Леонтьева на юге (группа Медвежьих островов). Самый северный пролив архипелага. Административно относится к Якутии. Расположен примерно в 65-70 километрах к северо-востоку от материка, в 150 километрах к северу от устья Колымы.
Средние глубины пролива составляет 8-9 м. Через пролив можно проводить маршрут Северного морского пути.
Одним из первых исследователей этой местности стал сержант геодезии Степан Андреев, побывавший и описавший Медвежьи острова в апреле 1764 года. В его честь назван Остров Андреева, находящийся к западу от пролива.
Пролив, вместе с остальными географическими объектами архипелага, нанесли на карту в 1769 году прапорщики геодезии Иван Леонтьев, Иван Лысов и Алексей Пушкарёв, прошедшие сюда по льду на собачьих упряжках из Нижнеколымска. В их честь названы острова пролива: Пушкарёва, Леонтьева и небольшой Остров Лысова к югу от пролива.